# Rutland (Illinois)
Rutland es una villa ubicada en el condado de LaSalle en el estado estadounidense de Illinois. En el Censo de 2010 tenía una población de 318 habitantes y una densidad poblacional de 176,92 personas por km².

## Geografía
Rutland se encuentra ubicada en las coordenadas 40°59′2″N 89°2′29″O / 40.98389, -89.04139. Según la Oficina del Censo de los Estados Unidos, Rutland tiene una superficie total de 1.8 km², de la cual 1.8 km² corresponden a tierra firme y (0%) 0 km² es agua.

## Demografía
Según el censo de 2010, había 318 personas residiendo en Rutland. La densidad de población era de 176,92 hab./km². De los 318 habitantes, Rutland estaba compuesto por el 95.91% blancos, el 1.89% eran afroamericanos, el 0.31% eran amerindios, el 0% eran asiáticos, el 0% eran isleños del Pacífico, el 1.89% eran de otras razas y el 0% pertenecían a dos o más razas. Del total de la población el 1.89% eran hispanos o latinos de cualquier raza.